# Čižina
Der Čižina (deutsch Cziczina) ist ein rechter Nebenfluss der Opava in Tschechien.

## Verlauf
Die Čižina entspringt nordöstlich von Razová im Niederen Gesenke am Dlouhý vrch (694 m). An ihrem zunächst nach Nordosten führenden Lauf liegen Horní Benešov, Luhy, Lichnov und Pocheň. Hier wird der Bach unterhalb der Burgruine Vartnov im Stausee Pocheň gestaut. Sein Unterlauf führt vorbei an Brumovice nach Osten, wo der Bach nach 23,5 Kilometern bei Pustý Mlýn an der polnischen Grenze  in die Opava mündet.
Kurz vor ihrer Mündung wird die Čižina bei der Bahnstation Skrochovice von der Staatsstraße I/57 zwischen Krnov und Opava sowie der Bahnstrecke Olomouc–Opava východ überbrückt.

## Zuflüsse
- Sítina (l), Luhy
- Tetřevský potok (l), Lichnov
- Lichnovský potok (l), Lichnov
- Hořina (r), Pustý Mlýn